# Hanuman Chalisa
L'Hanuman Chalisa (Hindi: हनुमान चालीसा) è un'invocazione al deva Hanuman, il fedele compagno di Rāma. Si tratta di un poema in hindi, tratto da un'opera di Tulsidas. È uno dei più famosi brani di letteratura indiana ed una delle preghiere più popolari, recitata da milioni di fedeli induisti almeno una volta alla settimana.

## Il Poema
Si riporta sotto il testo tradotto in italiano dell'Hanuman Chalisa con (in grassetto) la traslitterazione dal sanscrito.
SHRI GURU CHARAN SAROJ RAJ
M'inchino ai piedi del Guru Divino,
NIJ MANE MUKURE SUDHAR
La polvere dei Suoi piedi pulirà lo specchio della mia mente.
VARNAO RAGHUVAR VIMAL JASU
Ora descriverò la pura gioia di Shri Rama (Shri Raghuvar)
JO DAYAKU PHAL CHAR
che gli conferisce tutti i quattro doni Dharma (Virtuosità), Artha (Salute), Kama (Desiderio), e Moksha (Liberazione, Salvezza).
BUDHI HIN TANU JANIKE
Rendendomi conto dei limiti della mente,
SUMIRAU PAVAN KUMAR
ricordo il Figlio del Dio del Vento.
BAL BUDHI VIDYA DEHU MOHE
Prego Shri Hanumana di concedermi forza, saggezza e conoscenza
HARAHU KALESA VIKAR
e di purificarmi di tutte le mie sofferenze e impurità.
JAI HANUMAN GYAN GUN SAGAR
Jai Shri Hanumana che sei un Oceano di conoscenza e virtù che fluiscono dalla conoscenza del Supremo,
JAI KAPIS TIHUN LOK UJAGAR
Jai Shri Hanumana (Shri Kapisa)  Re delle scimmie che illuminò i Tre Mondi,
RAM DOOT ATULIT BAL DHAMA
Messaggero di Shri Rama di forza immisurabile,
ANJANI-PUTRA PAVAN SUT NAMA
Figlio d'Avjani, Tu sei anche chiamato Figlio del Dio del Vento.
MAHAVIR VIKRAM BAJRANGI
Grande e Potente Guerriero con membra poderose come il Vajra (la mazza di Shri Indra),
KUMATI NIVAR SUMATI KE SANGI
Tu rimuovi le tendenze del male e Sei amico dei propositi buoni e della saggezza,
KANCHAN VARAN VIRAJ SUBESA
Oh Tu, dalla carnagione d'oro, ben vestito,
KANAN KUNDAL KUNCHIT KESA
che indossi orecchini, anelli e che hai capelli arruffati,
HATH VAJRA AUR DHUVAJE VIRAJE
Tu tieni la roccia Vajra e la bandiera tra le Tue mani,
KANDHE MOONJ JANEHU SAJAI
Tu indossi lo janeoo di Moonj (il Sacro Filo), che adorna le Tue spalle,
SANKAR SUVAN KESRI NANDAN
Tu sei il Figlio incarnato del Signore Shiva (Sankar). Tu sei il Figlio di Kesari,
TEJ PRATAP MAHA JAG VANDAN
Oh pieno di valore e splendore, Tu Sei immensamente venerato dai popoli di tutto il mondo.
VIDYAVAN GUNI ATI CHATUR
Tu sei altamente Istruito, Virtuoso e Sagace,
RAM KAJ KARIBE KO AATUR
Tu Sei sempre ansioso di compiere il Volere di Shri Rama,
PRABU CHARITRA SUNIBE KO RASIYA
Tu riveli, ascoltando le antiche storie del Signore,
RAM LAKHAN SITA MAN BASIYA
la Santificazione nel Tuo cuore di Shri Rama, Shri Sita e Shri Laxmana.
SUKSHMA ROOP DHARI SIYAHI DIKHAVA
Tu apparisti a Shri Sita in Forma minuscola,
VIKAT ROOP DHARI LANKA JARAVA
Assumendo una Forma colossale bruciasti la città di Lanka.
BHIMA ROOP DHARI ASUR SANGHARE
Assumendo una Forma colossale per distruggere gli asuras,
RAMACHANDRA KE KAJ SANVARE
servisti la causa del Signore Ramchandra (Shri Rama).
LAYE SANJIVAN LAKHAN JIYAYE
Tu portasti i sanjivani che rianimarono Shri Laxmana,
SHRI RAGHUVIR HARASHI UR LAYE
Shri Rama (Shri Raghuvir) allora Ti abbracciò pieno di gioia,
RAGHUPATI KINHI BAHUT BADAI
Shri Raghupati (Shri Rama) pregò Te profondamente,
TUM MAM PRIYE BHARAT-HI SAM BHAI
Egli disse: Tu mi Sei caro quanto Baharat,
SAHAS BADAN TUMHARO YASH GAAVE
Seshnag, il serpente dalle mille facce, canta inni in Tua preghiera.
US KAHI SHRIPATI KANTH LAGAAVE
Il Dio della Lakshmi (Shri Rama – Shri Pati) dice questo stringendoti al Suo cuore.
SANKADIK BRAHMADI MUNEESA
Quando profeti come Sanka, perfino il saggio come il Signore Brama,
NARAD SARAD SAHIT AHEESA
Narada, la Dea Saraswati e Ahisha (colui di immisurabili dimensioni)
YAM KUBER DIGPAL JAHAN TE
Yama (il Signore della Morte), Kuber (il Signore della Salute), Digpals (i guardiani di tutte le direzioni)
KAVI KOVID KAHI SAKE KAHAN TE
hanno tutti fallito nel cantare pienamente la Tua Gloria. Come possono quindi i poeti dare un'adeguata espressione della Tua Eccellenza ?
TUM UPKAR SUGREEVAHIN KEENHA
Tu aiutasti Sugriv e lo portasti dal Signore Rama
RAM MILAYE RAJPAD DEENHA
così Egli riottenne il Suo Regno Perduto.
TUMHARO MANTRA VIBHEESHAN MANA
Vibishan ascoltò il Tuo annuncio e divenne il Re di Lanka,
LANKESHWAR BHAYE SUB JAG JANA
Tutto il mondo lo sa.
YUG SAHASTRA JOJAN PAR BHANU
Il sole è 12.000 yojans lontano,
LEELYO TAHI MADHUR PHAL JANU
Tu lo scambiasti per un dolce frutto e provasti ad inghiottirlo.
PRABHU MUDRIKA MELI MUKH MAHEE JALADHI LANGHI GAYE ACHRAJ NAHEE
Nessuna meraviglia che mettendoti gli anelli di Shri Rama in bocca Tu saltasti il mare.
DURGAAM KAJ JAGAT KE JETE SUGAM ANUGRAHA TUMHRE TETE
Con la Tua Grazia tutti i compiti difficili del mondo sono resi facili.
RAM DWARE TUM RAKHVARE,
Tu guardi l'Uscio del Signore Rama,
HOAT NA AGYA BINU PAISARE
nessuno può entrare nella Sua Dimora senza il Tuo permesso e la Tua Grazia.
SUB SUKH LAHAI TUMHARI SARNA
Tutta la felicità giace nel trovare rifugio ai Tuoi Piedi,
TUM RAKSHAK KAHU KO DAR NA
quando Tu sei il Protettore, perché uno dovrebbe aver paura ?
AAPAN TEJ SAMHARO AAPAI
Solo Tu puoi controllare il Grande Potere che possiedi,
TEENHON LOK HANK TE KANPAI
Tutti i Tre Mondi tremano alla Tua chiamata.
BHOOT PISACH NIKAT NAHIN AAVAI
Gli spiriti del male (Bhoot) non osano avvicinarsi
MAHAVIR JAB NAAM SUNAVAI
ad uno che recita il Tuo Nome, o Mahaver.
NASE ROG HARAI SAB PEERA
Malattia e dolore sono distrutti dalla ripetizione costante
JAPAT NIRANTAR HANUMANT BEERA
del Nome del Valoroso Shri Hanumana.
SANKAT SE HANUMAN CHUDAVAI MAN KARAM VACHAN DYAN JO LAVAI
Shri Hanumana libera una persona della miseria se egli medita su di Lui col pensiero, la parola e l'azione.
SUB PAR RAM TAPASVEE RAJA
Il Signore Rama è il Signore dell'Universo e anche il Signore di Shri Hanumana,
TIN KE KAJ SAKAL TUM SAJA
Tu porti a compimento tutte le Sue imprese.
AUR MANORATH JO KOI LAVAI
Se qualcuno Ti avvicina con qualche desiderio in mente, Tu esaudisci il desiderio,
SOHI AMIT JEEVAN PHAL PAVAI
Tu metterai al sicuro per quella persona anche gli illimitati frutti della vita.
CHARON YUG PARTAP TUMHARA
La Tua abbagliante Gloria viaggia in tutti i tempi e in tutte le direzioni,
HAI PERSIDH JAGAT UJIYARA
Tutto il mondo conosce il benigno potere di Shri Hanumana.
SADHU SANT KE TUM RAKHWARE
Tu Sei il Potere del Bene e della Saggezza,
ASUR NIKANDAN RAM DULHARE
Tu Sei il Distruttore degli asuras, Tu sei l'angelo caro a Shri Rama.
ASHTA SIDHI NAV NIDHI KE DHATA US VAR DEEN JANKI MATA
La Divina Madre (Shri Janaki - Shri Sita) ti conferì il vantaggio di essere il Dispensatore dei Siddhis
(i Poteri Yogici) e dei Nove tipi di Salute.
RAM RASAYAN TUMHARE PASA
Tu possiedi l'Elisir Divino del Nome di Shri Rama,
SADA RAHO RAGHUPATI KE DASA
Tu Sei sempre il Servo del Signore Rama (Shri Raghupati).
TUMHARE BHAJAN RAM KO PAVAI
Con gli inni cantati in Tua preghiera si raggiunge l'unione con Shri Rama,
JANAM JANAM KE DUKH BISRAVAI
la gente è liberata dai dispiaceri di molte vite, ascoltando la Tua Gloria.
ANTH KAAL RAGHUVIR PUR JAYEE
Una persona così alla fine, entra nella Divina Dimora di Shri Rama (il Piano della Consapevolezza di Dio) dopo la morte,
JAHAN JANAM HARI-BAKHT KAHAYEE
Rinato egli diventa un devoto di Dio.
AUR DEVTA CHIT NA DHAREHI
I Tuoi devoti non hanno bisogno di ricordare nessun'altra Deità.
HANUMANTH SE HI SARVE SUKH KAREHI
Tutta la felicità è assicurata dal Signore Shri Hanumana.
SANKAT KATE MITE SAB PEERA JO SUMIRAI HANUMAT BALBEERA
Chi ricorda Shri Hanuman, il Coraggioso, è liberato da tutte le difficoltà e dolori.
JAI JAI JAI HANUMAN GOSAHIN
Jai, Jai, Jai Shri Hanuman, Tu Sei il Signore del mio intero Sé.
KRIPA KARAHU GURUDEV KI NYAHIN
Mi arrendo completamente a Te. Inondami della Tua Grazia come il Guru Divino.
JO SAT BAR PATH KARE KOHI CHUTEHI BANDHI MAHA SUKH HOHI
Chi recita 100 volte questo “Chalisa” sarà liberato dalle difficoltà e raggiungerà gran gioia.
JO YAH PADHE HANUMAN CHALISA
Chi recita il “Chalisa” in preghiera di Shri Hanuman diventerà un Siddhi Purush,
HOYE SIDDHI SAKHI GAUREESA
così evidentemente testimone come non meno di Shri Shiva.
TULSIDAS SADA HARI CHERA
Tulsidas è sempre il Servo del Signore e perpetuamente prega:
KEEJAI NATH HRDAYE MEIN DERA
“Oh Signore, possa Tu, sempre risiedere nel mio cuore”.
L'Hanumana Chalisa si conclude con una fervente preghiera:
PAVANTNAI SANKAR HARAN,
“Oh figlio del dio del vento, liberami dalle miserie.
MANGAL MURTI ROOP.
Re dei devas, il più auspichevole delle forme,
RAM LAKHAN SITA SAHIT, HRDAYE BASAHU SUR BHOOP.
ti prego risiedi nel mio cuore con Shri Rama, Shri Sita e Shri Laxmana”.

### Media
- Hanuman Chalisa - video, su youtube.com.
- Hanuman Chalisa - testo in inglese, su hanuman.com.
- hanumanchalisa.download,  https://web.archive.org/web/20240705171748/https://hanumanchalisa.download/. URL consultato il 5 luglio 2024 (archiviato dall'url originale il 5 luglio 2024).